# Гареджі (Саґареджо)
Гареджі 1960 (груз. საფეხბურთო კლუბი გარეჯი 1960), більш відоміший як просто Гареджі — грузинський футбольний клуб з міста Саґареджо. За підсумками сезону 2024 року клуб підвищився до Ліги Еровнулі, найвищого рівня грузинського футболу. Команда вперше стала відомою після того, як у 2018—2020 роках тричі поспіль підвищилася в лізі. У 2024 році «Гареджі» вперше в історії забезпечила собі місце у найвищому дивізіоні.

## Історія

### Виступи в чемпіонаті
Створений у 1960 році, за радянських часів «Гареджі» тривалий брав участь у республіканському чемпіонаті Грузії, а пізніше, після 1990 року, провів кілька сезонів у другому та третьому дивізіонах грузинського футболу. Підйом команди розпочався з Ліги регіонів у 2018 році. Окрім перемоги у групі «Схід», «Гареджі» також здобув легку перемогу в домашньому та виїзному матчі плей-оф проти своїх суперників у Лізі Меоре. Як учасники новоствореної Ліги 4, вони фінішували трохи нижче зони підвищення, що все-таки вважалося успіхом для дебютантів. Далі події розгорталися несподівано. Після того, як клуб «Цхінвалі» не виконав своїх фінансових зобов'язань, він був виключений з Ліги Меоре, і замінений на «Гареджі», який заповнив звільнене місце як команда, яка посіла 3-тє місце. Попри всі труднощі, підвищена команда під керівництвом головного тренера Тенгіза Кобіашвілі з початку сезону 2020 року вийшла до лідерів третього дивізіону, та переконливо перемогла своїх суперників у боротьбі за підвищення, вигравши 14 ігор із 18. Цим досягненням Гареджі завершив дивовижний шлях від п'ятого дивізіону до Ліиа Пірвелі за найкоротший період часу.
Опинившись у Лізі Пірвелі, протягом більшої частини 2021 року «Гареджі» все ще націлювався на підвищення, конкуруючи з «Мерані» (Мартвілі) за третє місце у кваліфікації. Зрештою, «Мерані» виграв цю конкуренцію, хоча «Гареджі» здобув кілька вражаючих перемог, зокрема 8–0, що стало найбільшою перемогою сезону для будь-якої команди другого грузинського дивізіону. У цьому матчі відзначився форвард Георгій Харебашвілі, забивши 6 голів.
Протягом сезону 2023 року клуб здавався безсумнівним фаворитом на ще одне підвищення, відірвавшись від безпосередніх суперників на 11 очок у червні. Проте «Колхеті-1913» вдалося скоротити розрив, і фінішувати на першому місці в таблиці чемпіонату після нічиєї 1–1 у вирішальній грі, що відбулася в Саґареджо в останній день цього сезону. «Гареджі» все ще міг просунутися до вищого дивізіону через плей-оф, але зазнав поразки з загальним рахунком 5–4 від клубу «Самтредіа». Нападник «Гареджі» Леван Папава завершив цей сезон як найкращий бомбардир ліги з 23 голами. Нападник покращив свою статистику наступного року, знову вигравши титул найкращого бомбардира, а клуб увійшов в історію після перемоги у напруженій боротьбі за підвищення до найвищого дивізіону. Незважаючи на слабкий початок сезону (5 очок у 6 матчах), «Гареджі» на цей раз уникнув втрати очок у вирішальній фазі, та забезпечив титул чемпіона після виїзної перемоги з рахунком 3–2 над клубом «Колхеті» (Хобі) за тур до закінчення чемпіонату.

### Виступи в Кубку Грузії
У 2019 році «Гареджі» стала першою командою четвертого дивізіону в історії грузинського футболу, яка дійшла до півфіналу національного Кубка. Той факт, що головний тренер Давід Кокіашвілі залишив «Гареджі» за 2 дні до гри, міг вплинути на клуб, але «Гареджі» чинив гідний опір клубу «Локомотив» протягом усього матчу. Незважаючи на перевагу після перших 45 хвилин, «Гареджі» програв, пропустивши третій гол з пенальті.
Наступного року «Гареджі» вибув із Кубку після гри з «Самгуралі», який став фіналістом турніру.
У 2021 році команда дійшла до чвертьфіналу кубку, де на останніх хвилинах гри поступилася майбутньому володареві кубка «Сабуртало».
У 2024 році «Гареджі» вибив дві команди вищого рівня, включаючи лідера ліги «Ділу», але вибув у чвертьфіналі після мінімальної поразки від «Колхеті-1913» у додатковий час.

## Резервна команда
«Гареджі» також має резервну команду, яка бере участь у групі А регіональної ліги.

## Стадіон
Домашньою ареною «Гареджі» є стадіон «Центральний» на 2000 місць, на якому у 2018 році була проведена капітальна реконструкція.

## Назва
Гареджі — назва стародавнього висіченого в скелі монастирського комплексу Святого Давида, розташованого в південній напівпустельній частині муніципалітету Саґареджо, яка вписана на емблемі клубу.

## Титули і досягнення
- Переможець Ліги Еровнулі 2: 2024